# Iñigo Díaz de Cerio
Inigo Díaz de Cerio Conejero (ur. 15 maja 1984 w San Sebastian, miejscowości w Kraju Basków) jest hiszpańskim piłkarzem, który gra na pozycji napastnika.

## Kariera klubowa
Wychowanek młodzieżowej szkółki w Realu Sociedad, Díaz de Cerio  był najlepszym strzelcem Segunda División B w sezonie 2005–2006 (wszystkie cztery grupy). Debiut w La Liga zaliczył 12 lutego 2006 roku w przegranym 1-0 pojedynku z Atlético Madryt.
W sezonie 2007–2008 zdobył 16 bramek dla Realu Sociedad, który zajął ostatecznie czwarte miejsce w rozgrywkach drugiej ligi.
8 listopada 2008 roku, w sobotę, Díaz de Cerio  doznał poważnej kontuzji po zderzeniu z golkiperem SD Eibar, Zigorem. Piłkarz złamał sobie bowiem kość piszczelową i strzałkową prawej nogi. Po udanej operacji, personel medyczny klubu jasno stwierdził, że rehabilitacja potrwa "...bardzo długo..." i gracza zabraknie w większości spotkań sezonu.
Pod koniec czerwca 2009 roku Díaz de Cerio zamienił Saragossę na Athletic Bilbao, z którym podpisał czteroletni kontrakt. Na boisku pokazał się rok po odniesieniu urazu, a więc 5 listopada 2009 roku. Zagrał wówczas 30 minut w zremisowanym 1-1 spotkaniu Ligi Europejskiej z CD Nacionalem. W 2010 roku został wypożyczony do zespołu Córdoba CF.